# يعقوب الباحسين
يعقوب بن عبد الوهاب بن يوسف الباحسين التميمي الزبيري (1928م - 6 فبراير 2022م ) هو فقيه وأصولي عراقي ثم سعودي، وأصله من نجد، كان مدير معهد المعلمين بالبصرة، وأستاذاً في كلية القانون والاقتصاد بجامعة البصرة، ثم عضو هيئة كبار العلماء في المملكة العربية السعودية، وأستاذ بالمعهد العالي للقضاء، دكتوراه بالفقه من جامعة الأزهر وزاول التدريس في جامعة البصرة ثم في جامعة الإمام محمد بن سعود الإسلامية لديه العديد من المؤلفات في الفقه وأصوله وأشرف على العديد من الرسائل والأطروحات الجامعية، وشارك في العديد من المؤتمرات، كما حصل على جائزة الملك فيصل العالمية في الدراسات الإسلامية، لعام 1424 هـ/ 2005م عن جهوده في التأليف ذو التأصيل والتجديد في القواعد الفقهية.

## مولده ونشأته
هو يعقوب بن عبد الوهاب بن يوسف الباحسين التميمي ولد في الزبير عام 1928 ميلاديًا فقضى في الزبير سبع سنوات، مِن الأسر النجدية التي هاجرت من قرية أشيقر بمنطقة الوشم إلى العراق، وكان لأسرته في أشيقر مكتبة علمية غنية، ومن علماء أشيقر المنستبين إلى الباحسين:
- 1- الشيخ حسن بن عبد الله الباحسين، توفي سنة 1123 هـ.
- 2- والشيخ عبد الرحمن بن عبد المحسن الباحسين، توفي سنة 1236 هـ.
- 3- والشيخ عثمان بن عبد المحسن الباحسين، توفي سنة 1417 هـ.

ومن علماء أسرة الباحسين بمدينة الزبير بالعراق:
- 1- المؤرخ العراقي ثم البحريني علي بن عبد الرحمن بن محمد الباحسين توفي سنة 1440 هـ.

2* ويعقوب بن عبد الوهاب الباحسين.
مولد الشيخ يعقوب الحقيقي سنة 1930 ولكن لمّا أراد السفر من العراق إلى مصر للتعلّم، اضطرّ إلى رفع دعوى قضائية لتكبير عمره ليكون مؤهلاً لإصدار جواز السفر له فتغير مولده من سنة 1930 إلى 1928، وتلقى تعليمه الابتدائي والثانوي في مدارس مدينة البصرة، كُنيته أبو يوسف. كان عبد الوهاب أبو يعقوب تاجراً وخبيراً في شؤون البساتين وإدارتها وكان لأسرته بالبصرة بستان كبير اسمه بستان الهويرة، وفي البستان قصر واسع فانتقلوا إليه بعد بلوغ يعقوب سبع سنوات، فسكنوا في قصر بستانهم بمنطقة كتيبان شرق شط العرب حيث درس يعقوب هناك سنتين بمدرسة صغيرة أنشأها جدّه يوسف وأبوه عبد الوهاب متعاونَين مع جارهم من الشمال عبد الله فالح السعدون وجارهم من الجنوب إبراهيم بيك السعدون، ثم انتقلوا إلى مركز البصرة غرب شط العرب حيث أكمل الابتدائية والمتوسطة والإعدادية، ثم سكن في منطقة مَنّاوي باشا، وأمّ يعقوب اسمها فطوم بنت إبراهيم البابطين، وكان ليعقوب أخٌ مهندس أكبر منه اسمه عبد الهادي، من الإخوان في القُطر العراقي بالبصرة، ورئيس لفرع البصرة في جمعية الإخوة الإسلامية، ومدير عام لمديرية شؤون ماء البصرة بمحافظة البصرة سنة 1978. وله أخ أصغر اسمه عبد الحميد، كان موظفاً في بلدية البصرة وتوفي شاباً عمره 30 حين كان أخوه يعقوب بمصر طالباً، وله أخت اسمها خالدة، كان يعقوب يرتاد بالزبير مجلسَ محمد سليمان العقيل الذي كان وجيهاً وتاجراً ومسؤولاً حكومياً ثم تزوج يعقوب مِن سعاد بنت محمد العقيل سنة 1379 هـ/1959م.
ليعقوب أربعة أولاد، يوسف وشذى وسهى ولمى، تزوج يوسف بنتَ سليمان العثمان، وتزوجت شذى من عبد الحميد البابطين وتزوجت سهى من سعود الربيعة، وتزوجت لمى من عبد العزيز السويلم.

### سبب هجرته من العراق
قبل سنة 1400 هـ قدّم يعقوب طلباً لاستعادة التابعية السعودية واستعادها سنة 1400 هـ وذكرَ سبب رغبته واستعجاله للهجرة من العراق إلى السعودية فقال "والذي عجّلَ في مجيئي وسرّعَ فيه أن عندي بنات في المدارس وكُنّ محجبات فقالوا لا يُسمح بالحجاب فنقلتهن من البصرة إلى الزبير، وفي الزبير هناك أخوالهن وخالاتهن وسكنّ عندهم لأن مدارس الزبير كان فيها تسامح في هذا الموضوع، وأنا قلتُ بعد ذلك إذا وصلَ الأمرُ إلى هذه المسألة ننقلهم إلى المملكة وهذا شجّعني بأن آتي إلى المملكة".

## دراسته ونشاطه العلمي
درس سنتين في مدرسة كتيبان الابتدائية ثم أكمل الابتدائية في مدرسة المُوفقية بمنطقة السيف ثم درس المتوسطة في متوسطة البصرة، ثم درس الإعدادية في ثانوية البصرة وثانوية الملك فيصل الثاني في قسمها الأدبي، وكان ليعقوب ميل أدبي شعري فألّفَ قصيدة وألقاها بين يدي الملك فيصل الذي زار ثانويتهم، وكانت مناهج كل هذه المراحل قوية ألّفها مختصون ماهرون،
أكمل دراسته في كلية الشريعة في الجامع الأزهر، وقد تخرج في الكلية سنة 1951م، وكان من زملائه في مصر، عبد الله العقيل ومناع القطان، ومحمد بكري ويوسف القرضاوي وأحمد العسّال ومحمد الصفطاوي ومحمد الدمرداش والحاج وهبة حسن وهبة، قال عبد الله العقيل في كتابه (من أعلام الدعوة والحركة الإسلامية المعاصر) «كانت لنا مع شيخنا الغزالي لقاءات متكررة كثيرة يزوّدنا فيها بالعلم النافع ويثير في نفوسنا الحماس للعمل في سبيل الله والمستضعفين»، زاول التدريس في المدارس الثانوية ومعاهد المعلمين في البصرة، فدرّس اللغة العربية وآدابها، وعلم نفس الطفل، وعلم النفس التربوي، وطرق التدريس، ثم تابع دراسته العليا في الأزهر فحصل على دبلوم الدراسات العليا في تاريخ الفقه سنة 1966م. ثم انتقل إلى جامعة البصرة محاضراً فدرّس في كلية الحقوق، ثمّ في كلية هيئة القانون والاقتصاد، وأحكام الأوقاف، وأحكام الوصايا، وأحكام الميراث، وأصول الفقه. ثم حصل بعد حصوله على إجازة دراسية من الجامعة على:
- دبلوم دراسات عليا مدته سنتان في الدراسات الأدبية واللغوية من معهد الدراسات العربية التابع لـ جامعة الدول العربية سنة 1972م، وذُكر في شهادته "يشهد معهد البحوث والدراسات العربية أن السيد/ يعقوب بن عبد الوهاب با حسين (العراقي) الجنسية نجح في امتحان الدبلوم من قسم البحوث والدراسات الأدبية واللغوية بتقدير جيد جداً ٨٠% في دور أكتوبر سنة ١٩٧٢، وتحررت هذه الشهادة بناء على طلبه".[13]
- الدكتوراه من كلية الشريعة والقانون في الأزهر الشريف سنة 1972م، فكان أول حاصل على الدكتوراة أصله من بلدة الزبير.[22]

### شيوخه
درس الشيخ منذ أن كان بالمرحلة المتوسطة على علماء في مساجدهم بالبصرة، منهم:
- 1- الشيخ عبد الوهاب الفضلي، أصله من بغداد، درس عليه اللغة والمنطق وعلم الكلام، وكتاب جوهرة التوحيد، وكتاب إيساغوجي.
- 2- الشيخ مصطفى المفتي، حضر دروساً عنده.
- 3- محمد بن حمد العسافي، حضر له دروساً في مسجده بالبصرة.

ثم تلقى العلم من مشايخ الأزهر، منهم:
- الشيخ علي السايس
- الشيخ محمود شلتوت
- الشيخ مصطفى عبد الخالق، كان من عالم أصول فقه مبرزاً.
- الشيخ محمد أبو زهرة: درس عنده في معهد الدراسات الإسلامية الأهلي ثم ترك يعقوب هذا المعهد ليلتحق بالمعهد العالي للغة العربية.

```
بدر متولي عبد الباسط، الذي صار عضواً في تأليف الموسوعة الكويتية.
```

عاد بعد ذلك إلى جامعة البصرة، فعين في كلية الآداب، نظراً لإلغاء هيئة القانون والاقتصاد، وإلحاقها بجامعة بغداد. درّس في كلية الآداب: التفسير، ومصطلح الحديث، والمنطق والتعبير الأدبي، والكتاب القديم، وشَرْح ألفيّة ابن مالك، جمع كتباً كثيرة وخاصة بعد عودته من الدراسة في مصر، فاحتوت مكتبته في البصرة على كتب كثيرة شرعية وأدبية ومخطوطات، غيرَ أن بيته قُصفَ في الحرب العراقية الإيرانية، فتلفت أكثر مكتبته، وأخذ معه ما بقي إلى السعودية.

## مذهبه الفقهي
في مقابلة مع صحيفة المدينة السعودية في 1 تموز/يوليو سنة 2011، سئل يعقوب الباحسين عن مذهبه هل هو حنفي كما قيل؟ فقال "أنا بالنسبة لي درست في كلية الشريعة بالقاهرة، ودرست المذهب الحنفي هناك، وعندما ذهبت للعراق كانت مجلة الأحكام العدلية وكانت تحتوي على 1850مادة مستقاة من الفقه الحنفي وهي تأخذ بالمرجوح بما يتوافق مع المعاملات المعاصرة، وأنا درست المجلة كما درست في كلية الشريعة، أما أنا فمذهبي الفقهي المذهب الحنبلي، وإن كانت الشهادة العلمية حنفي المذهب وهي مدون بها ذلك... فأنا «حنبلي» ودراستي حنفية في فقه المذهب والأصول.

## مع الإخوان المسلمين
كان الشيخ يعقوب الباحسين من الإخوان في القُطر العراقي، ومن نشطاء الدعوة في فرع البصرة لجمعية الإخوة الإسلامية التي حرصت على الاستفادة من المناسبات الدينية واتخاذها موسماً لتبليغ دعوة الجمعية إلى الناس كالمولد النبوي والإسراء والمعراج وشهر رمضان حيث تُلقى الكلمات والخطب والقصائد الشعرية، قالت إيمان الدباغ في كتابها (جمعية الأخوة الإسلامية في العراق) "وعلى إثر ذلك تأثر عدد من أبناء البصرة بفكرة الإخوان المسلمين وأخذوا على عاتقهم نشرها بين إخوانهم، ومنهم عبدُ الهادي باحسين، يعقوب باحسين"، وقالت أيضاً "أما نشطاء الدعوة فهم كل من جمال الفحام، عبد الرحمن الرماح، عبد الرزاق الحمود، محمد فاضل لفتة، عبد الرزاق عبد الكريم، عبد القادر الإبراشي، أمين ياسين، عبد الحميد الرديني، يعقوب باحسين"، وقال سعدون نورس المجالي في كتابه (الإخوان المسلمون والنظام السياسي في الأردن) "وبعد عودة الشيخ محمد محمود الصواف من بعثته في الأزهر سنة 1946م، حيث تعاون الجميع معه ومع تلامذة الأساتذة المصريين فانتشرت الدعوة في معظم أنحاء العراق بخاصة في بغداد والموصل والبصرة وأربيل وكركوك والرمادي حيث تكونت النواة الأولى للجماعة ومنهم الآباء الأوائل للتنظيم صالح مهدي الدباغ وكمال القيس وعبد الحكيم المختار وإبراهيم منير المدرس ونعمان عبد الرزاق السامرائي ووليد الأعظمي وغيرهم ببغداد، وكان نور الدين الواعظ وسليمان محمد ألقابي وإخوانهم في كركوك وعبد الوهاب الحاج حسن وإخوانه في أربيل وكان عبد الهادي ويعقوب الباحسين وتوفيق الصائغ وعبد الواحد أمان وخليل العقرب وعبد القادر الأبرشي وعبد الرزاق المال الله وعبد الرحمن الخزيم وعمر الدايل في البصرة...فتحوا مكتبات الإخوان وأصدروا النشرات الدعوية وأقاموا الندوات والمهجرانات وأسسوا الأندية الرياضية ونظموا الرحلات الكشفية والسفرات الربيعية وتلك كانت وسائل الإخوان لجذب الشباب وتلاميذ المدارس والمعاهد والكليات الجامعية". وقال عدنان الدليمي في كتابه (صفحات من تاريخ الإخوان المسلمين في العراق) "ودخلَتْ دعوةُ الإخوان البصرةَ والزبيرَ في وقت مبكر عن طريق الصحف والمجلات الإخوانية التي تأتي من مصر مثل جريدة الإخوان المسلمين فضلاً عن وجود مدرس مصري من الذين بعثهم الإمام حسن البنا للتدريس في العراق بغية نشر أفكار الإخوان في هذا البلد وهو المدرس محمد عبد الحميد ووجود عالم مصري أزهري اسمه أحمد الأحمر فبَرَزَ لفيف من الشباب البصريين والزبيريين يؤمنون بفكرة الإخوان منهم:الأخ عبد الله العقيل والأخ عبد العزيز الربيعة والأخ يعقوب باحسين. وقال عبد الله العقيل "أول ما عرفتُ الأستاذ الكبير صالح عشماوي من خلال قراءاتي لمجلة (الإخوان المسلمون) التي تصدر بمصر، وذلك في سنة 1944م، فقد كانت تصل إلى البصرة لبعض المشتركين، ثم توالى وصولها بكميات كبيرة سنة 1946م عن طريق مكتبة الإخوان المسلمين بالبصرة لصاحبها يعقوب عبد الوهاب الباحسين، ولمكتبة الإخوان المسلمين في الزبير لصاحبها عبد الرزاق الصانع".

### البداية والمقاصد
قال عبد الله العقيل في كتابه (من أعلام الدعوة والحركة الإسلامية) «وقد عملنا معاً متعاونين مع إخواننا في البصرة عبد الهادي الباحسين ويعقوب الباحسين وتوفيق الصانع وجاسم محمد صالح وغيرهم وذلك أواخر عام، ١٩٤٥م. وقد أكرمنا الله جميعاً بحمل لواء الدعوة الإسلامية في مواجهة المد الشيوعي والتيار الغربي والفكر العلماني، وأعوان الاستعمار البريطاني، بحيث صار للإخوان المسلمين حضورهم الفاعل والمؤثر بشكل واضح في المدارس المتوسطة والثانوية وفي المساجد والأندية وبين جماهير الناس في القرى والأرياف».

### الكتب المنهجية المدروسة
وقال عبد الله العقيل في كتابه (من أعلام الدعوة والحركة الإسلامية) «عرفتُ الأستاذ أنور الجندي في وقت مبكر سنة 1946م حين كنتُ طالباً بالمدرسة المتوسطة بالبصرة حيث كان ينشر مقالاته في مجلة الإخوان المسلمين الأسبوعية وبعد إصداره كتبَه: مع بعثة الحج للإخوان المسلمين، اخرجوا من بلادنا، الإخوان المسلمون في ميزان الحق، حسن البنا قائد الدعوة.. وغيرها، فكنتُ مع إخواني في البصرة والزبير، عبد الواحد أمان، خليل العقرب، عبد القادر الأبرشي، يعقوب الباحسين، عبد الرزاق المال الله، عبد الجبار المال الله، عبد العزيز الربيعة، وعمر الدايل، وغيرهم نتدارس هذه الكتب مع كتب أحمد أنس الحجاجي ومحمد لبيب البوهي وصابر عبدع إبراهيم لأنها من المقررات الدراسية بالأسر الإخوانية.».

## أعماله

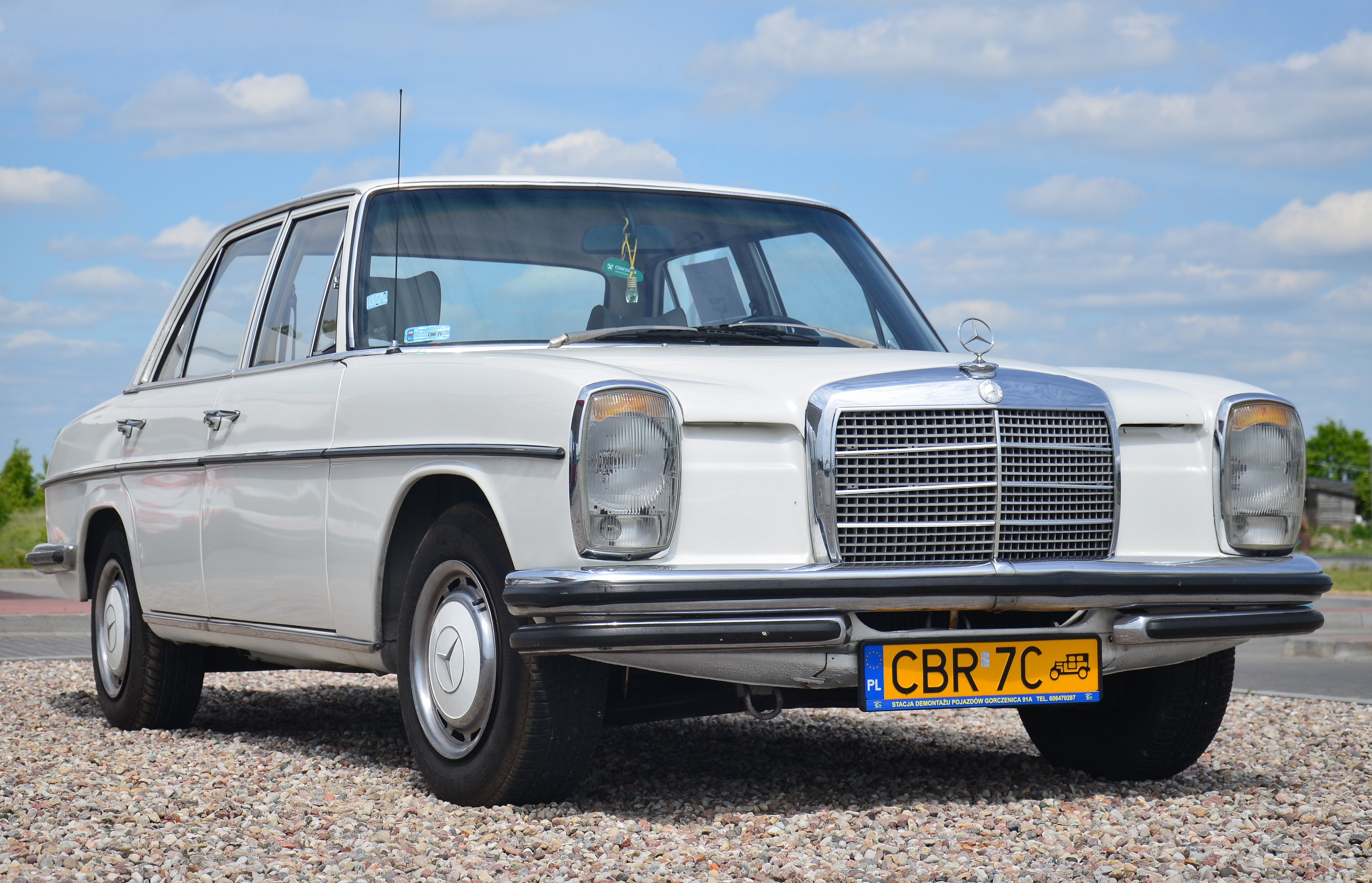
كان الشيخ يعقوب من الكفاءات فوَهبت له الدولة سيارة مارسدس

- افتتح مكتبة له في منطقة السيف بالبصرة بعد تخرجه من المرحلة المتوسطة، فكان يقضي وقته في مكتبته بائعاً وقارئاً فكانت مكتبته مصدراً للكسب والعلم وملاقاة المثقفين.
- بدأ نشاطه الدعوي منذ المرحلة الثانوية.
- 1951م حتى 1961: مدرس في المدارس الإعدادية بالبصرة.
- 1961 حتى 1964: معاون مدير دار المعلمين الابتدائية بالبصرة.
- 1964 حتى 1966: مدير معهد المعلمين بالبصرة.
- 1966 حتى 1969: محاضر بكلية الحقوق بجامعة بغداد فرع البصرة.
- 1969 حتى 1970: مدرس في هيئة القانون والاقتصاد بجامعة البصرة.
- 1972م: أستاذ مساعد في كلية الآداب بجامعة البصرة.
- 1977 حتى 1981م: رئيس قسم اللغة العربية في كلية الآداب بجامعة البصرة.
- أستاذ بالمعهد العالي للقضاء بالسعودية وبجامعة الإمام محمد بن سعود بالرياض.
- عضو هيئة كبار العلماء السعودية بالمملكة العربية السعودية من 19 صفر سنة 1430 هـ حتى وفاته في 2022.[33]
- بعد تقاعده بالسعودية، كان تقاعده قليلاً ألفَي ريال إذ كانت خدمته قصيرة بالسعودية، ففتح له دكانين بالرياض، أحدهما لبيع المواد الغذائية والآخر للأواني غيرَ أنه لم يربح إذ كان مشغولاً عن الإشراف عليهما.[34]

كان يعقوب الباحسين من الكفاءات المهنية بالعراق، فأعطته الدولة سيارة مارسدس وحجّ بها من البصرة إلى مكة سنة 1977م، وظل بالعراق حتى سنة 1400 هـ بعد أن تقاعد من جامعة البصرة، ولم يتسلّم بعدئذٍ شيئاً من تقاعده من العراق إذ كان قانون التقاعد العراقي يفرض شهادة إثبات حياة كل سنة على المتقاعدين، ثم عمل في جامعة الإمام محمد بن سعود الإسلامية منذ 1402 هـ في قسم أصول الفقه، وأحيل للتقاعد سنة 1409 هـ ثم استمرّ عمله في الجامعة متعاقداً في كلية الشريعة، ثم في المعهد العالي للقضاء، حتى سنة 1438 هـ، وقد اقتصر عمله في هذه الفترة على الإشراف على الرسائل العلمية وتدريس طلبة وطالبات الدراسات العليا.

## الندوات العلمية والحلقات الدراسية التي شارك فيها
- الندوة العلمية العالمية الثانية لمركز دراسات الخليج في جامعة البصرة، تحت شعار (اللغة العربية وآدابها في الخليج العربي).
- أسبوع الفقه الإسلامي الرابع في تونس سنة 1974م للفترة من 14-1974/12/19م- والاشتراك ببحث (نظرية القسامة في الفقه الإسلامي).
- الحلقة الدراسية المقامة في جامعة البصرة - تحت شعار (بناء الطفل في الخليج العربي بناء للمستقبل)، والاشتراك ببحث (مواقف الشريعة الإسلامية من الطفل)- بمناسبة السنة الدولية للطفل سنة 1979م[36]

## التراث العلمي

### المؤلفات المطبوعة
ألّف يعقوب 20 كتاباً في أصول الفقه حرَص أن لا يطبعها إلا بعد تمحيص ومراجعة، وقد صارت بعض كتبه مقررات دراسية في جامعات عربية من الخليج إلى المغرب.
1. التنظيم النقابي عند العرب، مطبعة الأديب، سنة 1962م.[38]
2. مدخل إلى أصول الفقه. مطبعة حداد بالبصرة، عام 1968م.
3. رفع الحرج في الشريعة الإسلامية (رسالة دكتوراه). طبعتها جامعة البصرة سنة 1978م،[39] ثم دار النشر الدولي بالرياض، 1416هـ، قال الشيخ عبد الله بن غديان للشيخ يعقوب "كتابك (رفع الحرج) يُكتب بماء الذهب".[40]
4. أصول الفقه: الحد والموضوع والغاية. طـ مكتبة الرشد بالرياض، 1408هـ/ 1988م.
5. التخريج عند الفقهاء والأصوليين: دراسة نظرية، تطبيقية، تأصيلية. طـ مكتبة الرشد بالرياض، 1414هـ.
6. قاعدة اليقين لا يزول بالشك: دراسة نظرية، تأصيلية، تطبيقية. طـ مكتبة الرشد بالرياض، عام 1416هـ/ 1996م.
7. القواعد الفقهية: (المبادئ، المقومات، المصادر، الدليلية، التطور): دراسة نظرية، تحليلية، تأصيلية، تاريخية. طـ مكتبة الرشد بالرياض، عام 1418هـ/ 1998م.
8. الفروق الفقهية والأصولية: (مقوماتها، شروطها، نشأتها، تطورها): دراسة نظرية وصفية. طـ مكتبة الرشد بالرياض، عام 1419هـ/ 1998م.
9. قاعدة الأمور بمقاصدها: دراسة نظرية، تأصيلية. طـ مكتبة الرشد بالرياض، عام 1419هـ/ 1998م.
10. طرق الاستدلال ومقدماتها عند المناطقة والأصوليين. طـ مكتبة الرشد بالرياض، عام 1421هـ/ 2000م.
11. قاعدة العادة مُحَكّمة: دراسة نظرية، تأصيلية، تطبيقية. طـ مكتبة الرشد بالرياض، عام 1423هـ/ 2002م.
12. الاستحسان حقيقته أنواعه حجيته تطبيقاته المعاصرة، نُشر في سنة 1428 هـ الموافقة 2007م، قال رائد عبد الله والمغيرة قيس في بحثهما (الاستحسان الأصولي وأثره في الاستحسان النحوي) "وفي العصر الحديث يُعدّ الدكتور يعقوب بن عبد الوهاب الباحسين أولَ مَن ألّفَ في الاستحسان".[41]
13. الإجماع حقيقته أركانه شروطه إمكانه حجيته، نُشر سنة 1429 هـ.[42]
14. أصول الفقه تدوينه وتطوره - للسيد يعقوب عبد الوهاب الباحسين - مطبعة دار الطباعة الحديثة بالبصرة - من العراق،[43] 1970.
15. معلمة زايد للقواعد الفقهية والأصولية: عمل يعقوب الباحسين ضمن فريق مشروع معلمة زايد، وكتبت له مؤسسة زايد آل نهيان شهادة شكر وتتقدير في 10 شعبان سنة 1433 هـ/ 30 يونيو 2012.[44]

### الأبحاث المنشورة
1. نظرية القسامة في الفقه الإسلامي: بحث منشور في مجلة كلية الآداب، جامعة البصرة، سنة 1980م.
2. أصول الفقه: تدوينه وتطوّره: بحث منشور في مجلة هيئة القانون والاقتصاد، جامعة البصرة، سنة 1970م. وفي مجلة البحوث الفقهية المعاصرة: السنة الرابعة عشرة، العدد السادس والخمسون، عام 1423هـ.
3. التفسير العلمي وآراء العلماء فيه: بحث منشور في مجلة كلية التربية، جامعة البصرة، العدد 6، سنة 1981م.
4. قاعدة «المشقة تجلب التيسير» (دراسة نظرية تفصيلية تطبيقية).
5. علم أصول الفقه: دراسة في نشأته وتدوينه وتطوّره.

### الكتب والأبحاث غير المنشورة
1. موقف الشريعة الإسلامية من الطفل: بحث أُلقيَ بمناسبة السنة الدولية للطفل، بالبصرة سنة 1979، منشورات الحلقة الدراسية للاتحاد العام لنساء العراق وجامعة البصرة.[45]
2. محاضرات في مصطلح الحديث: محاضرات ألقيت على طلبة كلية الآداب، جامعة البصرة.
3. التفسير: تاريخه، ومناهجه: محاضرات ألقيت على طلبة كلية الآداب، جامعة البصرة.
4. القياس في العبادات.[46]

### رسائل الماجستير والدكتوراه التي أشرف عليها

#### رسائل الماجستير التي أشرف عليها
- التعدد في الدعاوى والبينات/ علي بن عبد الله، الراجحي. رسالة ماجستير، جامعة الإمام محمد بن سعود الإسلامية بالرياض، المعهد العالي للقضاء، عام 1422هـ، 331 ورقة.[47]

#### رسائل الدكتوراه التي أشرف عليها
1. أصول فقه الإمام مالك النقلية/ عبد الرحمن بن عبد الله الشعلان (سعودي).
2. أصول الفقه عند القاضي عبد الوهّاب ـ جمعا وتوثقيا ودراسة / عبد المحسن بن محمد الريس (سعودي).
3. القطع والظن عند الأصوليين: حقيقتهما، وطرق استفادتهما، وأحكامهما: دراسة نظرية تطبيقية/ سعد بن ناصر الشثري (سعودي).
4. أصول الفقه بعد التدوين حتى نهاية القرن الرابع الهجري: دراسة وتحقيقًا/ ضويحي بن عبد الله الضويحي (سعودي).
5. علم أصول الفقه في القرن الخامس الهجري: دراسة تأريخية وتحليلية/ عثمان بن محمد الأخضر شوشان (جزائري).
6. أصول الفقه في القرن السابع الهجري: دراسة تأريخية وتحليلية/ جميل بن عبد المحسن الخلف (سعودي)[48]
7. الاستقراء وأثره في القواعد الأصولية والفقهية / للباحث الشيخ الطيب السنوسي أحمد، بتقدم واشراف فضيلة الدكتور يعقوب الباحسين.[49]

### نشاطات أخرى
1. عضو هيئة كبار العلماء.
2. اشترك في أسبوع الفقه الإسلامي الرابع المنعقد في تونس 1974م، وألقى فيه بحثًا عن القسامة في الفقه الإسلامي.
3. الحلقة الدراسية المقامة في جامعة البصرة، تحت شعار (بناء الطفل في الخليج العربي بناء للمستقبل)، وألقى فيها بحثًا عن موقف الشريعة الإسلامية من الطفل.
4. عضوية هيئة تحرير مجلة كلية الآداب في جامعة البصرة.
5. محاضرة في الموسم الثقافي بجامعة البترول بعنوان: القواعد الفقهية الواقع والتطلعات.
6. محاضرات في جامع الفرقان حول مقاصد الشريعة، أربعة أيام.
7. الإشراف على عدد كثير من رسائل الدكتوراه والماجستير ومناقشتها في جامعة الإمام محمد بن سعود الإسلامية، وجامعة أم القرى، وكليات البنات.
8. التَّعاون بإلقاء محاضرات على طلبة معهد الإدارة العامة، في الدورات الآتية:

- دورات دراسة الأنظمة، لسنوات متعدّدة.
- دورات لطلبة هيئة الإدعاء والتحقيق، في عدد من دوراتها الأولى.[19]

## قيل فيه
ذكر له العلماء مناقب ومراثي في رسائل ومقالات وأشعار
- عبد العزيز آل الشيخ مفتي المملكة العربية السعودية "وقد أفنى حياته مُحبّاً للعلم وأهله وكان ذا علم كبير وبصيرة نافذة وقد مدّ الله تعالى في عمره فدرّسَ أجيالاً عديدة وأثرى المكتبة بمؤلفات تدلّ على سعة علمه ودقّة نظره واستيعابه وخاصة في علم أصول الفقه والقواعد الفقهية".[50]
- صالح بن حميد رئيس مجلس الشورى السعودي قال إن له الحضور "والباع العلمي في كثير من منارات العلم في هذه البلاد وبلاد الرافدين العراق وأرض الكنانة مصر".[51]

### مراثي
قال أحمد الرباني "يا مَن نعيتَ لنا الدكتور يعقوب... رفقاً بنا قد تركتَ القلبَ مثقوباً".
وقال يزيد الحجري "لقد مات يعقوب الذي لزم الهدى..وكان جميعَ المعضلات يُبير".
وقال ماجد الشيبة "لما أتى صوت الصريخ منبئاً..أنْ ماتَ شيخ شيوخنا يعقوبُ".
وقال عباس جيجان البصري الذي ربما كان قد درّسه الشيخ يعقوب "يعقوب لا لا ما متت موتك كموت الشهداء..علم الأصول الذي من كفّه مالي الوعاء..يعقوب جهبذ علم وقل عنه ما تشاء..هذا عراقي الأصل وسعودي شمس الولاء..أرثيك أنا بكل فخر الباحسين يحلى الرثاء".

## حصوله على جائزة الملك فيصل العالمية
حصل على جائزة الملك فيصل للدراسات الإسلامية، لعام 1424 هـ/ 2005م، وموضوع الجائزة «الدراسات التي عنيت بالقواعد الفقهية»؛ لبحوثه المتميزة في مجال الدراسات الفقهية؛ حيث كَتَب في مجال القواعد الفقهية كتابات تتصف بالتأصيل والتجديد، كما جاء في بيان الأمانة العامة لجائزة الملك فيصل، وهذا نصه:
"بعون من الله وتوفيقه اجتمعت لجان الاختيار لجائزة الملك فيصل العالمية في الفروع الأربعة: الدراسات الإسلامية، واللغة العربية والأدب، والطب، والعلوم. وذلك في سلسلة من الجلسات امتدت من يوم السبت الثاني من ذي الحجة عام 1424هـ إلى يوم الثلاثاء الخامس من الشهر نفسه (24 – 27 يناير 2004م)، وتوصلت إلى القرارات الآتية:
أولا: قررت لجنة الاختيار لجائزة الملك فيصل العالمية للدراسات الإسلامية منح الجائزة، هذا العام (1424 هـ / 2004م) وموضوعها (الدراسات التي عنيت بالقواعد الفقهية). مناصفة بين: الدكتور علي أحمد غلام ندوي، الهندي الجنسية، والدكتور يعقوب بن عبد الوهاب الباحسين، السعودي الجنسية، وذلك لبحوثهما المتميزة؛ إذ استخرج الأول القواعد الفقهية في المعاملات المالية من المصادر الأصيلة وربطها بالحاضر المعاصر بصورة تفصيلية مبتكرة. وكتب الثاني في القواعد الفقهية كتابات تتصف بالتأصيل والتجديد".